# Regula Kyburz-Graber
Regula Kyburz-Graber (* 14. Juli 1950 in Zürich) ist eine Schweizer Biologin und erste Professorin für Gymnasialpädagogik an der Universität Zürich.

## Leben
Sie wurde als Regula Graber in eine Lehrerfamilie hineingeboren (die Mutter war ausgebildete Primarlehrerin, der Vater war als Gymnasiallehrer tätig). Sie wuchs zusammen mit zwei Schwestern und einem jüngeren Bruder als Zweitälteste auf. Die ersten knapp zehn Lebensjahre lebte sie in Zürich-Höngg. 1960 zog die Familie ins Zürcher Oberland, nach Grüningen ZH. Von 1963 bis 1969 besuchte Regula Kyburz-Graber das Gymnasium der Kantonsschule Zürcher Oberland in Wetzikon. Den Umstand, dass der dortige Unterricht, im Gegensatz zur Stadt Zürich damals, in geschlechtergemischten Klassen stattfand, begrüsste sie. 
Nach der Matura begann sie im Herbst 1969 ein Studium der Biologie an der ETHZ. Bereits während des Studiums, nach dem Ablegen des ersten Vordiploms 1970, unterrichtete sie teilzeitlich Naturwissenschaften an verschiedenen Gymnasien und Progymnasien, so auch am Sekundarstufenzentrum Burghalde Baden (damals Bezirksschule Baden), sowie u. a. an der Kantonsschule Stadelhofen und der Kantonsschule Rämibühl.
1973 schloss sie ihr Studium mit dem Diplom als dipl. Natw. ETH ab. Gleichzeitig erwarb sie auch das Diplom als Gymnasiallehrerin für das Fach Biologie. 1976 erfolgte die Promotion zur Dr. sc. nat. an der ETHZ. 
1978 erhielt sie einen Lehrauftrag für Biologiedidaktik mit Schwerpunkt Ökologiedidaktik an der ETHZ. 1984 wurde ihr von der EDK ein Auftrag betr. Bestandesaufnahme und Förderung zum Thema Umwelterziehung in der Schweiz anvertraut, dem bald ein weiterer folgte, diesmal zum Thema ENSI, initiiert durch das Centre for Educational Research and Innovation (CERI) der OECD.
Nach einem längeren Auslandaufenthalt als Gastprofessorin in Geelong/Australien übernahm Kyburz-Graber 1998 ein Extraordinariat an der Universität Zürich, Abteilung Höheres Lehramt, und wurde die erste ordentliche Professorin für Gymnasialpädagogik an der Universität Zürich. 2014 wurde sie emeritiert.
Regula Kyburz-Graber ist verheiratet mit Peter Kyburz und Mutter dreier Kinder. Sie lebt in Zell im Zürcher Tösstal.

## Publikationen (Auswahl)
- Professorin werden. Hier und Jetzt, Verlag für Kultur und Geschichte, Zürich 2020, ISBN 978-3-03919-511-4
- 50 years of environmental research from a European perspective. In: The Journal of Environmental Education, 2019, 50(4-6), S. 378–385.
- Klima und Eigenverantwortung. In: Neue Zürcher Zeitung, 19. Juni 2019, S. 9.